# Tournoi de tennis de Séville
La Copa Sevilla est un tournoi international de tennis masculin faisant partie de l'ATP Challenger Tour ayant lieu tous les ans au mois de septembre à Séville. Il a été créé en 1991 et se joue sur terre battue au Real Club de Tenis Betis.

## Historique
Créé en 1991 en même temps que le tournoi de Ségovie, il s'agit d'un des plus anciens tournois Challenger encore organisé. Disputée à l'origine au début du mois de juillet, l'épreuve est déplacée en septembre dès 1995.
La première édition est marquée par la présence des espagnols Àlex Corretja et Alberto Berasategui. C'est à Séville que Rafael Nadal fait ses débuts en Challenger en 2001 et marque ses premiers points ATP à l'âge de 15 ans. Les grandes vedettes du tennis espagnols que sont David Ferrer, Fernando Verdasco ou encore Feliciano López sont toutes passées par Séville. Plus récemment, le tournoi révèle Casper Ruud et Félix Auger-Aliassime.
Roberto Carballés Baena y remporte en 2024 le tournoi pour la 3e fois consécutive. Il égale ainsi le record de victoires détenu par Daniel Gimeno-Traver.
Le tournoi se distingue par sa terre battue de couleur jaune appelée « albero ».

## Palmarès

### Simple
| Année | Vainqueur                   | Finaliste               | Score          |
| ----- | --------------------------- | ----------------------- | -------------- |
| 1991  | Lars Koslowski              | Tomas Nydahl            | 6-2, 3-6, 7-6  |
|       |                             |                         |                |
| 2010  | Albert Ramos-Viñolas        | Pere Riba               | 6-3, 3-6, 7-5  |
| 2011  | Daniel Gimeno-Traver        | Rubén Ramírez Hidalgo   | 6-3, 6-3       |
| 2012  | Daniel Gimeno-Traver        | Tommy Robredo           | 6-3, 6-2       |
| 2013  | Daniel Gimeno-Traver        | Stéphane Robert         | 6-4, 7-62      |
| 2014  | Pablo Carreño Busta         | Taro Daniel             | 6-4, 6-1       |
| 2015  | Pedro Cachín                | Pablo Carreño Busta     | 7-5, 6-3       |
| 2016  | Casper Ruud                 | Taro Daniel             | 6-3, 6-4       |
| 2017  | Félix Auger-Aliassime       | Íñigo Cervantes Huegun  | 64-7, 6-3, 6-3 |
| 2018  | Kimmer Coppejans            | Alex Molčan             | 7-62, 6-1      |
| 2019  | Alejandro Davidovich Fokina | Jaume Munar             | 2-6, 6-2, 6-2  |
| 2020  | Annulé                      | Annulé                  | Annulé         |
| 2021  | Pedro Martínez              | Roberto Carballés Baena | 6-4, 6-1       |
| 2022  | Roberto Carballés Baena     | Bernabé Zapata Miralles | 6-3, 7-66      |
| 2023  | Roberto Carballés Baena     | Calvin Hemery           | 6-3, 6-1       |
| 2024  | Roberto Carballés Baena     | Daniel Altmaier         | 6-3, 7-5       |

### Double
| Année | Vainqueurs                                    | Finalistes                                    | Score              |
| ----- | --------------------------------------------- | --------------------------------------------- | ------------------ |
| 2010  | Daniel Muñoz de la Nava Santiago Ventura      | Nikola Ćirić Guillermo Olaso                  | 6-2, 7-5           |
| 2011  | Daniel Muñoz de la Nava Rubén Ramírez Hidalgo | Gerard Granollers Adrián Menéndez Maceiras    | 6-4, 64-7, [13-11] |
| 2012  | Nikola Ćirić Boris Pašanski                   | Stephan Fransen Jesse Huta Galung             | 5-7, 6-4, [10-6]   |
| 2013  | Alessandro Motti Stéphane Robert              | Stephan Fransen Wesley Koolhof                | 7-5, 7-5           |
| 2014  | Antal van der Duim Boy Westerhof              | James Cluskey Jesse Huta Galung               | 7-63, 6-4          |
| 2015  | Wesley Koolhof Matwé Middelkoop               | Marco Bortolotti Kamil Majchrzak              | 7-65, 6-4          |
| 2016  | Íñigo Cervantes Huegun Oriol Roca Batalla     | Ariel Behar Enrique López-Pérez               | 6-2, 6-5 ab.       |
| 2017  | Pedro Cachín Íñigo Cervantes Huegun           | Ivan Gakhov David Vega Hernández              | 7-65, 3-6, [10-5]  |
| 2018  | Gerard Granollers Pedro Martínez              | Daniel Gimeno-Traver Ricardo Ojeda Lara       | 6-0, 6-2           |
| 2019  | Gerard Granollers Pedro Martínez              | Kimmer Coppejans Sergio Martos Gornés         | 7-5, 6-4           |
| 2020  | Annulé                                        | Annulé                                        | Annulé             |
| 2021  | David Vega Hernández Mark Vervoort            | Javier Barranco Cosano Sergio Martos Gornés   | 6-3, 67-7, [10-7]  |
| 2022  | Román Andrés Burruchaga Facundo Díaz Acosta   | Nicolás Álvarez Varona Alberto Barroso Campos | 7-5, 68-7, [10-7]  |
| 2023  | Alberto Barroso Campos Pedro Martínez         | Sriram Balaji Fernando Romboli                | 3-6, 7-65, [11-9]  |
| 2024  | Petr Nouza Patrik Rikl                        | George Goldhoff Fernando Romboli              | 6-3, 6-2           |